# Cantabile (曲)
「Cantabile」（カンタービレ）は、Novelbrightの楽曲。2023年4月12日にユニバーサルシグマより、14作目の配信限定シングルとして各種音楽配信サービスにてリリースされた。

## 概要
前作「嫌嫌」以来約1か月ぶりのリリースとなる配信限定シングルである。
本作は、NHK Eテレにて放送のテレビアニメ『青のオーケストラ』のオープニングテーマとして書き下ろされた楽曲となっている。

3月19日、テレビアニメ『青のオーケストラ』のオープニングテーマをNovelbrightが担当することが発表された。楽曲の作曲を担当したGt.沖は、タイアップ発表時に

原作を読ませていただき、主人公の一が最初は1人だったのに、いろんな人と音を重ねて出会っていく中で、心情だったり周りの景色が変わっていく様子を楽曲に落とし込んで作らせていただきました
—沖聡次郎,

とコメントをしている。
4月9日のアニメ初回放送日に、本作が配信限定シングルとして同月12日にリリースされることが発表された。リリース発表と合わせて本作の配信ジャケットも公開された。ジャケットは『青のオーケストラ』原作者の阿久井真が描き下ろしたものとなっている。
4月13日、楽曲のミュージック・ビデオが公開された（後述参照）。ビデオ公開時のコメントにおいて、バンドは楽曲について下のように語っている。

この楽曲はすごくスケールの大きいライブ映えするような壮大な楽曲になっています。
綺麗なメロディラインで、一人でいろんなことを頑張っていても、一人でなかなかできなかったことが、手を取り合って歩んでくれる人のおかげで、未来が開けて行ったり、自分に自信がついていったりするので、一緒に寄り添ってくれることの幸せを感じてほしいという思いもあり、このような曲を作らせていただきました。
—Novelbright,

2024年3月1日、翌月に発売されるスタジオ・アルバム『CIRCUS』に楽曲が収録されることが発表された。同作をもって初めて楽曲がCDリリースされた。

## ミュージック・ビデオ
リリース翌日の4月13日にYouTubeにて公開された。ミュージック・ビデオは全国ツアー「Novelbright LIVE TOUR 2023 ～ODYSSEY～」の合間を縫って撮影され、主に採石場でメンバーが楽曲を演奏するシーンで構成されている。また、撮影にはドローンが使用されている。

## ライブ披露
4月1日に東京芸術劇場で開催されたオーケストラコンサート「Novelbright Premium Symphonic Concert 2023」にて楽曲がライブ初披露された
。その後開催された全国ライブツアー「Novelbright LIVE TOUR 2023 ～ODYSSEY～」でも披露された。3月22日には「Novelbright LIVE TOUR 2023 ～ODYSSEY～」横浜アリーナ公演での楽曲の披露時の様子がライブビデオとして公開された。

## 収録内容
| #         | タイトル      | 作詞      | 作曲               | 編曲        | 時間 |
| --------- | ------------- | --------- | ------------------ | ----------- | ---- |
| 1.        | 「Cantabile」 | 竹中雄大  | 竹中雄大、沖聡次郎 | Novelbright | 3:46 |
| 合計時間: | 合計時間:     | 合計時間: | 合計時間:          | 合計時間:   | 3:46 |

## タイアップ
- NHK Eテレ放送テレビアニメ『青のオーケストラ』オープニングテーマ[2]

## 収録アルバム
- 『CIRCUS』

#6 「Cantabile」